# Myron (cràter)
Myron és un cràter d'impacte en el planeta Mercuri de 25 km de diàmetre. Porta el nom de l'escultor de l'antiga Grècia Miró (actiu c. 480-440 aC), i el seu nom va ser aprovat per la Unió Astronòmica Internacional el 1979.